# Leucopogon brevistylis
Leucopogon brevistylis är en ljungväxtart som beskrevs av Robert Desmond David Fitzgerald. Leucopogon brevistylis ingår i släktet Leucopogon och familjen ljungväxter. Inga underarter finns listade i Catalogue of Life.